# Tadeusz Szczerbowski
Tadeusz Henryk Szczerbowski (ur. 10 sierpnia 1960 w Oświęcimiu) — profesor nauk humanistycznych, zajmujący się językoznawstwem i przekładoznawstwem, slawistyką, analizą tłumaczeń dzieł Jamesa Joyce’a, przekładów biblijnych i literackich, a także językami i kulturami austronezyjskimi. 

## Życiorys
W 1985 roku ukończył studia z zakresu filologii rosyjskiej i językoznawstwa ogólnego na Uniwersytecie Jagiellońskim. Doktoryzował się i habilitował w Instytucie Języka Polskiego PAN w Krakowie na podstawie pracy doktorskiej Gry językowe w tekstach kabaretu polskiego i rosyjskiego lat osiemdziesiątych oraz rozprawy habilitacyjnej pod tytułem Gry językowe w przekładach „Ulissesa” Jamesa Joyce’a. Od 2003 roku profesor nauk humanistycznych.  Monografia profesorska ma tytuł Kiriwina: język Wysp Trobrianda (2002).
Od 2003 roku Tadeusz Szczerbowski jest kierownikiem Katedry Przekładoznawstwa Instytutu Neofilologii Uniwersytetu Pedagogicznego w Krakowie. Wypromował siedmioro doktorantów.
Jego badania naukowe dotyczą zagadnienia wspólnego świata (ang. common ground), gier językowych, stereotypów etnicznych, języków i kultur austronezyjskich (Trobriandczycy, Hawajczycy i Malajowie), przekładu literackiego oraz biblijnego, a także polskiego i rosyjskiego słownictwa slangowego. Na przełomie XX i XXI wieku badał on tłumaczenia dzieł Jamesa Joyce’a i na różne języki.  Przetłumaczył na polski dwie prace Bronisława Malinowskiego: Problem znaczenia w językach pierwotnych oraz Formanty klasyfikujące w języku Kiriwiny. 
Tadeusz Szczerbowski jest członkiem Polskiego Towarzystwa Językoznawczego, a także Komisji Słowianoznawstwa oraz Komisji Językoznawstwa krakowskiego Oddziału PAN.

## Publikacje

### Monografie naukowe
- O grach językowych w polskich i rosyjskich tekstach kabaretowych lat osiemdziesiątych (1993).
- Gry językowe w przekładach „Ulissesa” Jamesa Joyce’a  (1998).
- „Anna Livia Plurabelle” po polsku: „Finnegans Wake” Jamesa Joyce’a ks. I, rozdz. 8  (2000).
- Drugi tom Językoznawstwa Bronisława Malinowskiego pod redakcją Krystyny Pisarkowej zawierającySłownictwo Kiriwiny z dzieła Bronisława Malinowskiego ułożone jako leksykon kiriwińsko-polski i polsko-kiriwiński, a także dwa polskie przekłady prac Bronisława Malinowskiego: Problem znaczenia w językach pierwotnych oraz Formanty klasyfikujące w języku Kiriwiny (2000).
- Kiriwina: język Wysp Trobrianda  (2002).
- Wyspy Hawajskie: język i tradycja  (2006).
- Rosyjskie teorie przekładu literackiego  (2011).
- Kultura hawajska  (2014).
- Kultura malajska  (2015).
- Polskie i rosyjskie słownictwo slangowe  (2018).

### Redakcja monografii naukowej
- Język „okrągły jak pomarańcza”… Pamięci Profesor Krystyny Pisarkowej w 90. rocznicę Jej urodzin (2021).